# Vitellogenesi

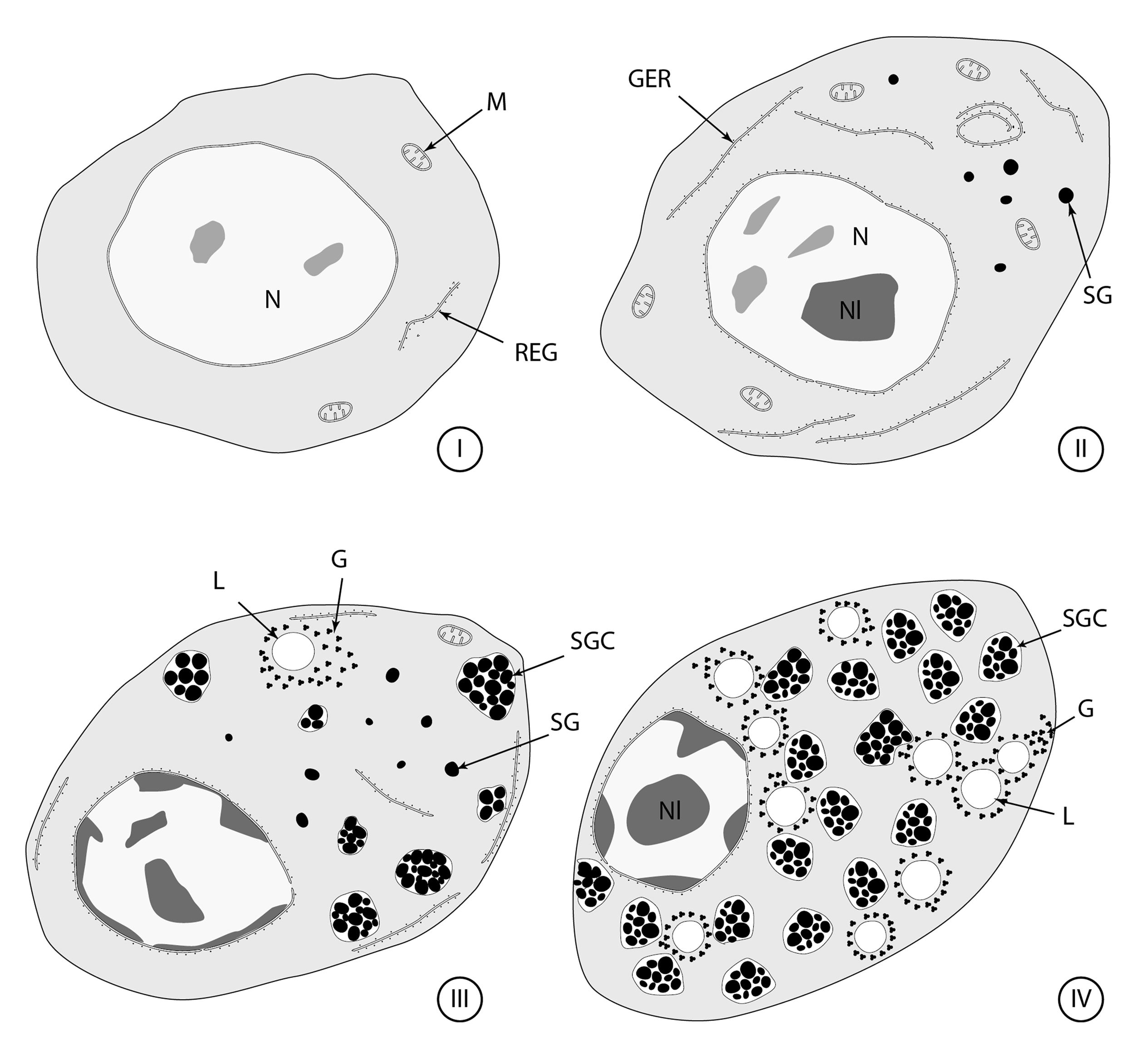
Diagramma della vitellogenesi nel digeneo Crepidostomum metoecus. GER: reticolo endoplasmatico granulare; L: goccia lipidica; M: mitocondrio; N: nucleo; Nl: nucleolo; SG: globulo del guscio; SGC: cluster di globuli del guscio.

La vitellogenesi è il processo di formazione delle proteine del tuorlo negli ovociti durante la maturazione sessuale. Il termine deriva dal latino vitellus, che indica il tuorlo dell'uovo.
Le proteine del tuorlo, come la lipovitellina e la fosvitina, forniscono agli ovociti in maturazione l'energia metabolica necessaria per lo sviluppo. Le vitellogenine sono le proteine precursori che portano all'accumulo di proteine del tuorlo nell'ovocita. Nei vertebrati, la produzione di estrogeni e vitellogenina ha una correlazione positiva. Quando la produzione di estrogeni nell'ovaio aumenta attraverso l'attivazione dell'asse ipotalamo-ipofisi, si verifica un aumento della produzione di vitellogenina nel fegato, il primo passo della vitellogenesi. Una volta rilasciate nel flusso sanguigno, le vitellogenine vengono trasportate all'ovocita in crescita, dove portano alla produzione delle proteine del tuorlo. Il trasporto delle vitellogenine nell'ovocita in maturazione avviene tramite endocitosi mediata dal recettore delle lipoproteine a bassa densità. Il tuorlo è infatti una lipoproteina composta da proteine, fosfolipidi e grassi neutri, insieme a una piccola quantità di glicogeno e viene sintetizzato nel fegato della madre in forma solubile. Attraverso la circolazione, viene trasportato alle cellule del follicolo che circondano l'ovulo in maturazione e depositato sotto forma di piastrine e granuli di tuorlo nell'ooplasma. I mitocondri e il complesso del Golgi sono responsabili della conversione della forma solubile del tuorlo in granuli insolubili o piastrine.
I due ormoni responsabili della stimolazione della vitellogenesi negli insetti sono la neotenina sesquiterpenica e l'ecdisteroide 20-idrossiecdisone. Studi più recenti stanno dimostrando anche l'importanza dei micro RNA nella stimolazione della vitellogenesi. I percorsi regolati da questi ormoni dipendono in gran parte dalla crescita evolutiva delle specie di insetti. Insieme, questi elementi contribuiscono alla sintesi delle vitellogenine all'interno del corpo adiposo. La neotenina utilizza un complesso recettoriale tollerante al metoprene della neotenina che è regolato dalla neotenina stessa per la sintesi delle vitellogenine nel corpo adiposo.
Negli scarafaggi, ad esempio, la vitellogenesi può essere stimolata mediante iniezione di neotenina nelle femmine immature e nei maschi maturi. Nelle zanzare infette da Plasmodium, la vitellogenesi può essere manipolata dai parassiti per ridurre la fecondità, preservando così la nutrizione nell'individuo infetto.